# 冒険世界
『冒険世界』（ぼうけんせかい）は、1908年（明治41年）から博文館が発行した雑誌。1904年（明治37年）創刊の『日露戦争写真画報』が戦後『写真画報』に改名し、1908年に『冒険世界』となる。冒険小説やスポーツ記事を中心に掲載し、特に編集長だった当時の人気作家押川春浪色が強く押し出された。1919年（大正8年）まで刊行された。

## 歴史

### 創刊
博文館では町村公務員向け雑誌『自治機関公民之友』を、日露戦争開始とともに『日露戦争実記』に改題し、1904年（明治37年）に2月から刊行。さらにこれの定期増刊として、写真や図版を主体にした新雑誌『日露戦争写真画報』を4月から月刊で刊行する。戦争終結後、『日露戦争写真画報』は1905年12月の「満州軍凱旋写真帖」まで計40冊を刊行して終了し、翌1月からは『写真画報』と改題されて一般向けグラフ誌となった。
『写真画報』では、『日露戦争写真画報』で編集者を務めていた冒険小説作家押川春浪が編集長となり、春浪自身の小説やエッセイも掲載された。『写真画報』は1907年までで終刊し、1908年（明治41年）、引き続き押川春浪を編集長とする『冒険世界』と、『実業少年』の2誌を1月から刊行する。
『冒険世界』創刊号は、128ページ、油絵1枚、口絵4ページで定価15銭。創刊の辞には「冒険世界は〜全世界の壮快事を語り、豪胆、勇侠、磊落精神を鼓吹し、柔弱、奸佞、堕落の鼠輩を撲滅せんがために出現せしなり。」云々が掲げられた。内容は創刊号から連載された春浪の「怪人鉄塔」他の冒険・探険小説、探険・旅行実話、講談、及びスポーツ記事だった。

### 誌面の移り変わり
当時既に1906年から成功雑誌社で『探険世界』誌が村上濁浪主筆で刊行されていたが、こちらが海外ノンフィクション中心だったのに対し、『冒険世界』は次第に独自性を明らかにしていく。1910年（明治43年）4月増刊号は「世界未来記」と題され、春浪の「破天荒怪小説 鉄車王国」、閃電子（三津木春影）「神力博士の生物製造」、虎髯大尉「日米戦争夢物語」、坪谷水哉「明治百年東京繁盛記」、冒険記者「太陽の寿命と地球の滅亡」など小説、読物、漫画のSF的作品が掲載されている。
スポーツでは野球、相撲、柔道などの記事を掲載。1908年7月には同誌主催で「天幕旅行大運動会」を開催、これは日比谷公園から千葉県鴻の台まで徒歩旅行し、テントで一泊、翌日に陸上競技、高飛び、幅飛び、相撲などの競技を行うものだった。1909年には『少年世界』誌と共催で、靖国神社から王子の飛鳥山まで徒競走するという「振武大競走」を計画するが、これは混乱を予想した麹町警察署によって中止させられた。また前田光世の武者修行談も海外通信として誌面で紹介された。
1911年に東京朝日新聞で野球への反対記事が載ると、春浪による反論を掲載したが、続いて「野球と其害毒」（野球害毒論）が起こると、さらに大々的な反論記事を作成する。しかし編集局長の坪谷水哉に掲載中止を要請され、巖谷小波の引き止めもあったが春浪は博文館を退社。『冒険世界』は阿武天風が主筆となり、春浪はこの後、興文社（後に武侠世界社）で『武侠世界』を創刊する。
主な執筆者として冒険小説、記事で阿武天風、橋戸信、表紙・挿絵で小杉未醒などがいた。
1919年（大正8年）に終刊となり、代わって翌年から『新青年』が刊行された。